# Händels cembalosviter
Händels cembalosviter, Suites de Pieces pour le Clavecin vol. 1 och vol. 2 (HWV 426–433 och 434–442), är två samlingar klavermusik av Georg Friedrich Händel, ursprungligen skrivna för cembalo. 
Den första samlingen publicerades 1720 och innehåller bland annat Svit nr 5 i E-dur (HWV 430), ur vilken stycket Air and variations i efterhand blivit känt under namnet "The Harmonious Blacksmith". Den andra samlingen publicerades 1733, och en orkestrerad version av "Sarabande" ur Svit nr 4 i D-moll (HWV 437) användes som huvudtema i Stanley Kubricks film Barry Lyndon från 1975.

## Bakgrund
Publiceringen av de första cembalosviterna 1720 skedde sannolikt efter att kopior av hans manuskript hamnat i cirkulation mot hans vilja. I förordet till den första publiceringen 1720 framgår att Händel bland annat oroade sig över de otillåtna och felaktiga kopiorna:
"I have been obliged to publish some of the following Lessons, because surreptitious and incorrect Copies of them had got Abroad. I have added several new ones to make the Work more useful, which if it meets with a favourable Reception; I will still proceed to publish more, reckoning it my duty, with my Small Talent, to serve a Nation from which I have receiv’d so Generous a protection."

## Stil
Merparten av sviterna inleds med preludier och följer sedan stilmässigt ett flertal olika barockdanser. Exempel på återkommande titlar på styckena är: 
- Allemande
- Courante
- Gigue
- Sarabande

## Efterföljande verk av andra kompositörer
- Mauro Giulianis Variationer på ett tema av Händel, op. 107 från 1828 är i grunden ett arrangemang för gitarr av Air and variations ur Svit nr 5 i E-dur (HWV 430).[6][7]
- Johannes Brahms Variationer och fuga på ett tema av Händel, op. 24 från 1861 bygger vidare på Air and variations ur Svit nr 1 i B♭-dur (HWV 434).[8]
- Percy Graingers Variations on Handel’s ‘The Harmonious Blacksmith’  från 1911 grundar sig på temat i Air and variations ur Svit nr 5 i E-dur (HWV 430). Grainger utvecklade sedan kompositionen till orkesterverket Handel in the Strand.[9]
- Francois Poulencs avslutande delar av cembalokonserten Concert champêtre från 1927–1928 innehåller musikaliska referenser till Air and variations ur Svit nr 5 i E-dur (HWV 430).[10]